# Teterboro
Teterboro ist eine Gemeinde (Borough) im Bergen County, New Jersey, USA. Das U.S. Census Bureau hat bei der Volkszählung 2020 eine Einwohnerzahl von 61 ermittelt.

## Geschichte
Teterboro wurde nach dem New Yorker Investmentbanker Walter C. Teter benannt, der Land gekauft hatte, um dort eine Rennstrecke zu bauen. Die Gemeinde Teterboro wurde am 26. März 1917 durch die Zusammenführung der Bezirke Moonachie, Little Ferry und Lodi Township gegründet. Am 5. Juli 1918 wurde Hasbrouck Heights der Gemeinde einverleibt. Der Name wurde am 14. April 1937 zu Bendix Borough geändert, allerdings kurze Zeit später, am 1. Juni 1943, wieder nach Teter benannt.

## Geografie und Bevölkerung
Laut US-Volkszählungsbehörde hat die Gemeinde eine Gesamtfläche von 2,9 km², wobei keine Wasserflächen miteinberechnet sind.
Nach den Ergebnissen der US-Volkszählung von 2000 hatte Teterboro 18 Einwohner und war somit die kleinste Gemeinde in New Jersey. Die Bevölkerungsdichte betrug demnach 6,3 Einwohner pro km². In dieser Berechnung war allerdings ein Neubauprojekt von 1999 nicht berücksichtigt. Im Jahr 2010 konnte Teterboro einen sprunghaften Anstieg der Einwohnerzahl verzeichnen. 2015 hatte die Gemeinde 69 Einwohner.

## Wirtschaft
Hauptarbeitgeber ist mit über 1.000 Beschäftigten der Flughafen Teterboro. Seine Fläche nimmt fast das gesamte Gemeindegebiet ein und erstreckt sich auch auf Teile der benachbarten Boroughs Moonachie und Hasbrouck Heights. Er ist der älteste in Betrieb befindliche Flughafen im Raum New York City (erster Abflug 1919).